# Dni ostatnie (powieść)
Dni ostatnie (ang. Last Days) – amerykańska powieść łącząca w sobie literaturę grozy oraz elementy kryminalne, której autorem jest Brian Evenson. Została opublikowana w 2009 przez Underland Press. Pierwsza część powieści miała jednak swoją premierę w 2003 jako opowiadanie pod tytułem Bractwo Okaleczonych. Wówczas tekst wydało Earthling Publications. Polska wersja miała premierę w 2022 nakładem wydawnictwa Mag, w tłumaczeniu Justyny Gardzińskiej. Historia opowiada o detektywie porwanym przez sektę religijną, wierzącą, że amputacje przybliżą człowieka do Boga. Powieść zdobyła nagrodę Stowarzyszenia Bibliotek Amerykańskich dla najlepszego horroru. 